# Castel Juval
Castel Juval (in tedesco Schloss Juval) è un castello medievale che si trova all'imbocco della Val Senales nella Val Venosta, sopra l'abitato di Naturno, ma nel comune di Castelbello-Ciardes, a 1000 metri s.l.m. circa, in provincia di Bolzano. Deve il suo nome al nome latino della montagna, Mons Jovis (monte di Giove).
La più antica testimonianza risale al 1278, quando era proprietà di Hugo von Montalban. La sua costruzione risale probabilmente ad una trentina di anni prima. Dal 1368 appartenne ai signori di Starkenberg, e nel 1540 passò ai Sinkmoser di Merano. Quello fu il periodo di massimo splendore per il maniero.
Dopo ulteriori cambi di proprietà nel 1813 fu venduto ad un contadino del luogo, Josef Blaas. Il castello andò in rovina, finché, nel 1913, l'olandese William Rowland non lo acquistò, facendolo accuratamente restaurare.
Dal 1983 è la residenza estiva (luglio e agosto) dell'alpinista Reinhold Messner, che l'ha parzialmente adibito a museo: sono esposte opere di arte tibetana e una collezione di maschere dai cinque continenti. Il risanamento è opera dell'architetto venostano Karl Spitaler. Si tratta di una delle sedi del Messner Mountain Museum. Durante i mesi in cui l'alpinista risiede nel castello non è possibile visitare il museo.
Attorno al castello c'è un percorso botanico liberamente accessibile. Per i privati, il castello è accessibile soltanto a piedi con tragitto di circa un'ora o con appositi bus-navetta.